# Dactylolabis postiana
Dactylolabis postiana är en tvåvingeart som beskrevs av Alexander 1944. Dactylolabis postiana ingår i släktet Dactylolabis och familjen småharkrankar. Inga underarter finns listade i Catalogue of Life.